# Chitral (stato)
Lo Stato di Chitral fu uno stato principesco del Pakistan, avente per capitale la città di Chitral.

## Geografia
La capitale dello stato era Chitral, situata sulla riva ovest del fiume Chitral (detto anche Kunar) ai piedi del Tirich Mir che coi suoi 7708 metri di altezza è il picco più alto dell'Hindu Kush. I confini dello stato sono mutati nel corso della sua storia a seconda delle differenti fortune dei governanti locali, i Mehtars. La lingua ufficiale di stato è sempre stato il persiano, sin dai tempi del sultanato di Delhi e dell'Impero moghul. La popolazione in generale era costituita da persone di etnia Kho che parlavano dialetti come il Khowar ed il Dardic, lingue di area indo-ariana. La lingua Khowar è parlata anche in alcune parti della Valle dello Yasin, del Gilgit e dello Swat.

## Storia
Poco si sa della storia dello stato antica dello stato di Chitral. Il paese è storicamente stato diviso in due gruppi etnici: le persone che vivono nella parte alta, detti Kho, e quelli che vivono nella parte bassa del paese, detti Kalash. I due popoli hanno molti tratti in comune a livello culturale. Sulla base di queste divisioni etniche, il principato è rimasto suddiviso in due sottoprincipati minori. Le antiche tradizioni locali riportano nomi di governanti locali come Sumalik e Bahman nella parte settentrionale dello stato, e Bula Sinhg e Raja Wai nella parte meridionale. Questi erano probabilmente dei capi locali con piccoli territori sottoposti al loro governo. La tradizione orale riporta di come la regione fosse stata sia sotto il governo dei cinesi che sotto quello dei persiani in tempi antichi. Dal 1320 al 1698 ad ogni modo lo stato venne governato dalla dinastia dei Raees. Durante gli ultimi anni del XVII secolo, gli antenati della dinastia Katoor detronizzarono la dinastia Raees. Il capo della famiglia, Mutaram Shah-I divenneMehtar (re) del piccolo regno. L'intera regione che oggi costituisce il distretto di Chitral fu una monarchia indipendente sino al 1885 quando sottoscrisse un'alleanza sussidiaria con il Regno Unito, divenendo parte del British Raj. Nel 1895 l'agente inglese nel Gilgit, Sir George Scott Robertson venne assediato nel forte di Chitral per 48 giorni, e venne infine liberato dalle forze inglesi provenienti dal Gilgit e da Nowshera. Dopo il 1895, il possesso inglese dell'area divenne ancora più forte, ma l'amministrazione interna rimase nelle mani del methar. Nel 1947 l'India ottenne l'indipendenza ed il Chitral optò per entrare a far parte del Pakistan. Dopo questo ingresso, però, lo stato perse gran parte della propria autonomia, divenendo infine un distretto amministrativo del Pakistan nel 1969.

### La famiglia reale di Chitral
La famiglia reale di Chitral apparteneva alla dinastia Katoor, fondata da Muhtaram Shah Kator (1700-1720), e governò Chitral sino al 1969, quando il governo pakistano non la spodestò. Durante il regno del mehtar Aman ul-Mulk, conosciuto come Lot (gran) Mehtar, i possedimenti della dinastia spaziavano da Asmar nella Valle del Kunar in Afghanistan a Punial nel Gilgit. Le tribù del settentrione come Swat, Dir, Kohistan e Kafiristan (attuale Nuristan), erano tutte tributarie del mehtar dif Chitral.
Il governante aveva il titolo di Mehtar ed ogni figlio del methar in carica poteva aspirare al trono, motivo per cui ad ogni generazione si innescavano guerre di successione molto accese. I figli del mehtar regnante governavano nelle provincie ed avevano anch'essi il titolo di methar, mentre altri maschi della famiglia erano detti Mehtarjao. Aman ul-Mulk adottò il titolo persiano di Shahzada per i suoi figli. La parola Khonza (che significa principessa in lingua Khowar) era riservata ai membri femminili della famiglia del methar.
La famiglia regnante a Chitral faceva risalire le proprie origini al mistico Baba Ayub, giunto a Chitral e sposatosi con la figlia del governante Shah Raees, supposto discendente di Alessandro Magno. Il nipote della coppia fondò poi la dinastia dei Katoor. Muhammad Baig, suo discendente, riuscì a occupare una posizione di rilievo a corte e finì con lo spodestare il regnante in carica nel XVIII secolo. Suo fratello maggiore, Muhtaram Shah Katur I, divenne così il primo sovrano dello stato con il fondamento di una dinastia nuova al governo. L'attuale dinastia discende da Shah Afzal I, figlio secondogenito di Muhtaram Sha I. L'antica dinastia non si estinse, però, bensì si spostò nel vicino Badakhshan, da dove cercò più volte di riottenere il trono di Chitral con la forza e vi riuscì per un breve periodo. Una volta risolto il problema degli Raees, si pose una nuova minaccia: i discendenti di Shah Khushwaqt, fratello minore di Muhtaram Shah, avevano fondato un altro principato nell'alto Chitral includendo anche le valli di Ghizer e Yasin. Frequenti furono le guerre tra i due principati ed i Katurs finirono col perdere l'intera area sotto il loro comando a vantaggio del più potente governante della dinastia Khushwaqt, Khairul Lah, nel 1770. Per più di 20 anni la famiglia Katur dovette vivere in esilio nello stato di Dir ed in altre aree circostanti. Il governo dei Katur venne infine restaurato nel 1791 dopo la morte di Khairul Lah nel corso della battaglia di Urtsun.

#### Muhtaram Shah Katur II
Questi era nipote di Katur I. Muhtaram Sha II e suo fratello Shah Nawaz Khan, ebbero un lungo scontro con Khairul Lah. Dopo aver ucciso Khairul Lah, Sha Nawaz Khan divenne sovrano ma venne rimpiazzato poco sei anni da Muhtaram Shah II. Muhtaram Sha II fu un abile uomo di stato ed è considerato il vero fondatore della potenza dei Katur a Chitral. Venne succeduto al trono da suo figlio Shah Afzal II.

#### Mehtar Aman ul-Mulk (1857-1892)
Aman ul-Mulk, figlio minore di Shah Afzal, succedette a suo fratello nel 1857. Dopo una breve disputa con il Kashmir, nella quale pose assedio alla guarnigione del Gilgit ed alla valle del Puniyal, accettò un trattato sottoscritto col maharaja nel 1877. Aman ul-Mulk fu un regnante forte e nessuno osò mettere in discussione la sua autorità durante il suo regno. Nel corso del suo regno Aman ul-Mulk ebbe modo di incontrare diversi ufficiali britannici dei quali alcuni hanno tracciato un'immagine dell'epoca.
(source)
PEr quarant'anni fu il capo di un territorio di frontiera. Dopo un lungo regno, morì pacificamente nel 1892.

#### Le guerre di successione
Priva com'era la società di Chitral di una legge di successione, scoppiò una lunga guerra di successione tra i figli di Aman ul-Mulk dopo la sua morte. Il figlio minore di Aman, Afzal ul-Mulk, si proclamò sovrano durante l'assenza del fratello maggiore. Procedette quindi con l'eliminazione fisica di molti dei suoi fratelli, potenziali contendenti al suo trono. Iniziò così una guerra di successione che perdurò per un totale di tre anni. Afzal ul-Mulk venne ucciso da suo zio, Sher Afzal, ma quest'ultimo riuscì a tenere Chitral per un solo mese, dovendo poi abbandonarla per portarsi in Afghanistan al ritorno di Nizam ul-Mulks. Nizam, fratello maggiore di Afzal ul-Mulks e legittimo erede, riuscì ad ottenere la corona nel dicembre di quello stesso anno. In quello stesso periodo, Chitral passò sotto la sfera d'influenza inglese dopo la firma dell'accordo della Linea Durand, che delineava i confini tra Afghanistan e l'Impero britannico. I possedimenti di Nizam ul-Mulk nel Kafiristan e nella valle del Kunar vennero riconosciuti come parte del territorio afghano e ceduti all'emiro. In quello stesso anno, Nizam venne assassinato da un altro ambizioso fratello minore, Amir ul-Mulk. L'avvicinarsi della spedizione di Chitral, un notevole contingente composto da inglesi e kashmiri, spinse Amir ad arrendersi ed il suo protettore, Umra Khan, fuggì a Jandul.

#### Il regno di Shuja ul-Mulk (1895–1936)
Gli inglesi avevano deciso di supportare gli interessi di Shuja ul-Mulk, il minore dei figli legittimi di Aman ul-Mulk, e l'unico mantenutosi al di fuori della recente ondata di assassini e intrighi. Dopo aver installato al trono il giovane methar, gli inglesi e le forze dogra dovettero subire un assedio di sette settimane ad opera di Sher Afzal e del Khan di Jandul. Per quanto Shuja ul-Mulk non fosse saldo sul proprio trono, la dinastia Dogra riuscì ad annettere Yasin, Kush, Ghizr e Ishkoman. La sovranità dei Dogra su Chitral ebbe termine nel 1911, e Chitral divenne uno stato in diretta relazione con gli inglesi. Mastuj, anch'essa rimossa dalla giurisdizione del methar nel 1895, venne restaurata al governo di Chitral due anni dopo.
Shuja regnò per quarantuno anni, durante i quali Chitral conobbe un lungo periodo di pace senza precedenti. Soggiornò in periferia della regione dell'Hindu Kush, visitando anche varie parti dell'India e incontrando diversi altri regnanti dell'area, oltre a compiere l' Hajj in Arabia ed incontrare Ibn Saud I. Venne invitato al Delhi Durbar del gennaio del 1903. Shuja ul-Mulk inviò i suoi figli all'estero perché potessero ricevere un'educazione moderna. I principi si portarono ad Aligarh ed a Dehradun accompagnati dai figli di notabili e studiarono a spese dello stato. Il sovrano supportò gli inglesi nel corso della Terza guerra anglo-afghana del 1919, durante la quale quattro dei suoi figli e la Chitral State Bodyguard prestarono servizio militare al confine per fronteggiare l'invasione.

#### I mehtar dopo Shuja ul-Mulk
Nasir ul-Mulk succedette a suo padre nel 1936. Ricevette un'educazione moderna, divenendo un noto poeta e studioso egli stesso. Si interessò largamente anche dell'arte militare, di politica e di diplomazia, trascorrendo gran parte del suo tempo a studiare come migliorare l'amministrazione del regno. Morendo senza eredi maschi nel 1943, il suo successore fu suo fratello minore, Muzaffar ul-Mulk. Anch'egli uomo vessato per l'arte militare, il suo regno fu contraddistinto da eventi tumultuosi come la partizione dell'India nel 1947, alla quale dovette intervenire con le Chitral Bodyguard in Gilgit per assicurare il territorio al Pakistan.
L'improvvisa e prematura morte di Muzaffar ul-Mulk vide la successione al trono del giovane ed inesperto figlio, Saif-ur-Rahman, nel 1948. A causa di alcune tensioni, questi venne esiliato da Chitral dal governo pakistano per un periodo di sei anni. Al suo posto venne nominata una commissione amministrativa. Morì in un incidente aereo presso il Passo Lowari mentre stava tornando a Chitral per riprendere il trono nel 1954.
Saif ul-Mulk Nasir (1950-2011) succedette a suo padre all'età di quattro anni. Regnò sotto l'autorità di un consiglio di reggenza per i successivi dodici anni durante i quali l'autorità del Pakistan nello stato aumentò considerevolmente. Per quanto installato come monarca costituzionale indipendente quando raggiunse la maggiore età nel 1966, non riuscì a conservare a lungo la propria carica. Lo stato di Chitral venne assorbito e poi pienamente integrato nella Repubblica del Pakistan da Yahya Khan nel 1969. Per ridurre l'influenza del mehtar, come molti altri principi nella vicina India, venne invitato a rappresentare il paese all'estero. Fu infatti ministro degli esteri del Pakistan e consle generale a Hong Kong nel 1989. Morì nel 2011 e venne succeduto, per quanto simbolicamente , dal figlio Fateh ul-Mulk Ali Nasir.

## Mehtar di Chitral
- Shah Afzal II 1838-1854
- Muhtarram Shah Kator III 1854-1856
- Aman ul-Mulk 1856-1892
- Afzal ul-Mulk 1892-1892
- Sher Afzal 1892-1892
- Nizam ul-Mulk 1892-1895
- Amir ul-Mulk 1895-1895
- Shuja ul-Mulk 1895-1936
- Nasir ul-Mulk 1936-1943
- Muzaffar ul-Mulk 1943-1949
- Saif-ur-Rehman 1949-1954
- Muhammad Saif-ul-Mulk Nasir 1954-1969